# Линден (Вестервалд)
Линден (њем. Linden) општина је у њемачкој савезној држави Рајна-Палатинат. Једно је од 192 општинска средишта округа Вестервалд. Према процјени из 2010. у општини је живјело 158 становника. Посједује регионалну шифру (AGS) 7143258.

## Географски и демографски подаци
Линден се налази у савезној држави Рајна-Палатинат у округу Вестервалд. Општина се налази на надморској висини од 464 метра. Површина општине износи 2,5 km². У самом мјесту је, према процјени из 2010. године, живјело 158 становника. Просјечна густина становништва износи 63 становника/km².

## Међународна сарадња
| Мјесто | Држава    | Врста сарадње | Од    |
| ------ | --------- | ------------- | ----- |
|        | Француска | партнерство   | 1974. |
| Извор  |           |               |       |